# František Koubek
František Koubek (ur. 6 listopada 1969 w Strakonicach) – były czeski piłkarz występujący na pozycji napastnika. Większość swojej kariery spędził w Czechach, grał również w południowokoreańskim Anyang LG Cheetahs oraz, pod koniec kariery, w austriackich klubach SC Amaliendorf i SV Weitra.

## Życie prywatne
Jego syn Matěj (ur. 2000) również jest piłkarzem. Obecnie reprezentuje Bohemians 1905.